# Висока (Округ Банська Штявниця)
}}
Висока (словац. Vysoká, угор. Magaslak) — село, громада в окрузі Банська Штявниця, Банськобистрицький край, Словаччина. Кадастрова площа громади — 14,56 км². Населення — 145 осіб (за оцінкою на 31 грудня 2017 р.).
Знаходиться за ~10 км на захід–південний захід від адмінцентра округу міста Банська Штявниця.
Перша згадка 1388 року як Magasfalu..

## Географія
Вісота над рівнем моря: середня — 665 м, у кадастрі від 516 до 758 м.
Найвища точка — гора Шар'янски врх (словац. Šariansky vrch, 758  м, 48°24′50″ пн. ш. 18°46′54″ сх. д.).

## Населення
| Рік:            | 1994. | 2004.   | 2014.   | 2024.    |
| --------------- | ----- | ------- | ------- | -------- |
| Кількість осіб: | 141   | 143     | 141     | 126      |
| Різниця:        |       | +1,41 % | -1,39 % | -10,63 % |

| Рік:            | 2023. | 2024.  |
| --------------- | ----- | ------ |
| Кількість осіб: | 125   | 126    |
| Різниця:        |       | +0,8 % |

## Транспорт
- Автошлях (Cesty II. triedy) II/524 (переважно межею кадастра).
- Автошляхи (Cesty III. triedy) III/2520, III/2531.